# Adèle de Normandie
Pour l’article homonyme, voir Adèle de Normandie (homonymie).
Titre
Comtesse consort de Blois, de Châteaudun, de Chartres et de Meaux
30 septembre 1089 – 19 mai 1102
(12 ans, 7 mois et 19 jours)
Adèle de Normandie ou d'Angleterre (v. 1067,-8 mars 1137), princesse anglaise, fut régente de la principauté de Blois-Chartres, et mère du roi Étienne d'Angleterre. Elle est vénérée comme une sainte par l'Église catholique et fêtée le 24 février.

## Biographie

### Une femme de pouvoir
Elle est la fille de Guillaume le Conquérant († 1087), duc de Normandie et roi d'Angleterre, et de Mathilde de Flandre († 1083). Sa date de naissance a généralement été estimée à la période 1060-1062, mais un poème écrit pour elle lorsqu'elle était régente de Blois suggère que son père est déjà couronné lors de sa naissance. Il est donc assez probable qu'elle soit la plus jeune des filles du Conquérant et qu'elle soit née entre le début de la conquête normande de l'Angleterre et la naissance de son plus jeune frère Henri, le futur Henri Ier (fin 1068-début 1069).
Des sources tardives relatent que, encore enfant, elle est promise à Simon de Crépy, le comte d'Amiens et héritier présomptif des comtés de Valois et Mantes. Mais en 1077, il embrasse la vie monastique.
Elle est finalement fiancée à Étienne Henri, comte de Blois, Châteaudun, Chartres et  Meaux, et elle l'épouse entre 1080 et 1085 à Bourgueil. Elle s'implique dans la gestion de la principauté de son mari, puisqu'on la retrouve régulièrement témoin des chartes de celui-ci. Elle s'occupe aussi du patronage ecclésiastique du comté, et s'allie avec l'évêque Yves de Chartres pour faire régner la paix et l'ordre dans le comté.
Ayant hérité de l'appétit et de l'habileté à régner de son père, elle persuade son mari de rejoindre la première croisade en 1096, afin de pouvoir régir elle-même ses comtés. Étienne-Henri, responsable des fonds de la croisade, découragé par les rigueurs et les difficultés du siège d'Antioche, déserte de la ville assiégée en 1098, afin d'éviter une mort inéluctable. Mais des croisés survivent, et réussissent à reprendre Jérusalem en 1099.
De retour à Blois, il est fraîchement accueilli par Adèle qui se dit offusquée d'être mariée à un lâche. Après une campagne de harcèlement moral, elle le persuade de penser à sa réputation, et de retourner en Terre sainte. Étienne-Henri repart en 1101, et trouve une mort digne l'année suivante à Ramla.
Pendant ses absences, Adèle contrôle totalement la gestion de la principauté, et continue de la régir seule jusqu'en 1107, quand son fils Thibaut est adoubé chevalier. Ils gèrent alors le comté ensemble jusqu'en 1120. Elle maintient son réseau de contacts politiques, notamment avec son frère Henri Ier d'Angleterre, à qui elle a confié deux de ses fils, Étienne, qui lui succédera sur le trône d'Angleterre, et Henri qui recevra le plus riche évêché d'Angleterre, Winchester.

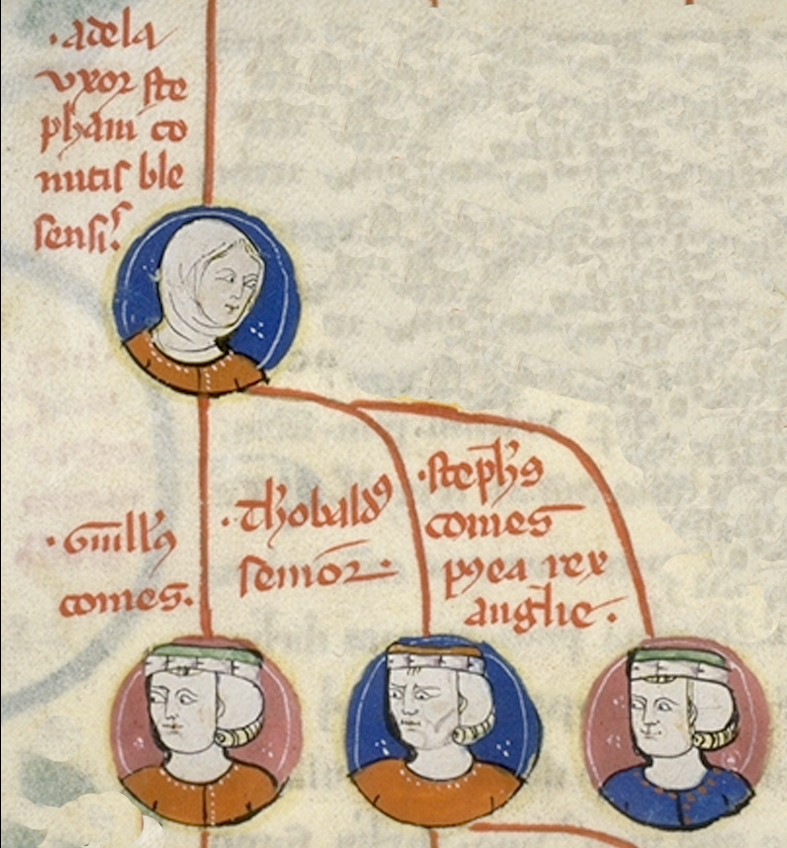
Adèle et trois de ses enfants : Guillaume, et Étienne.

Elle semble très proche de son frère Henri. Lorsque, en 1105, celui-ci est sur le point de se faire excommunier par le pape Pascal II à la suite de la querelle des Investitures laïques, Adèle sert de conciliatrice et arrange une rencontre entre les deux hommes en Normandie qui se conclut par une trêve. Anselme de Cantorbéry, dans une lettre adressée au pape, vante ses qualités de négociatrice et la décrit comme un ardent soutien du mouvement de réforme.
En 1101, elle envoie cent chevaliers de ses comtés à l'ost du roi Louis VI le Gros, pour le siège de Montmorency, parce que ses fils Guillaume et Thibault sont trop jeunes pour conduire leurs troupes. Elle utilise encore ses talents de conciliatrice dans le conflit qui oppose le roi de France et ses alliés à son frère Henri Ier d'Angleterre et son fils Théobald, en 1113 et encore en 1118.
Elle se retire au prieuré de la Sainte-Trinité de Marcigny-lès-Nonnains entre 1120 et 1122, et elle y meurt en 1137, peut-être un 3 mars. Une tradition tardive basée sur une erreur de personne veut qu'elle choisisse de se faire enterrer à Caen aux côtés de sa mère et de ses sœurs à l'abbatiale de la Trinité, sous l'inscription « Adèle, fille du roi », mais les avis contemporains placent plutôt sa tombe à Marcigny.

### Une femme de culture
C'était l'une des femmes les plus lettrées de son époque. Elle s'intéressait particulièrement aux sciences géographiques et astronomiques. Elle comptait parmi ses amis deux intellectuels importants de son époque, le canoniste Yves de Chartres, et Anselme de Cantorbéry. Son goût pour la littérature, la poésie et les sciences indique qu'elle a reçu une éducation très soignée, probablement dans un environnement monastique ou par des précepteurs. Elle semble aussi très impliquée dans la vie ecclésiastique. Notamment, le pape Pascal II fait un long séjour dans ses domaines lors de sa tournée en France de 1107. Elle correspond aussi avec l'évêque Hildebert de Lavardin et Baudri de Bourgueil qui devient, peut-être grâce à son soutien, évêque de Dol.
L'un de ses admirateurs, le poète Baudri de Bourgueil, composa un poème décrivant sa chambre : il y a plusieurs tentures, l'une représente la Genèse jusqu'au déluge, une autre représente des scènes allant de l'Arche de Noé jusqu'à la construction du Temple par Salomon, une troisième des scènes de la mythologie grecque. Une autre semble être une version plus réduite de la tapisserie de Bayeux. Le plafond est peint d'étoiles, de planètes et de signes du zodiaque, et le sol d'une mappemonde.

### Famille et descendance
Entre 1080 et 1085 à Bourgueil, elle épouse à Chartres Étienne Henri, comte de Blois, Châteaudun et de Chartres et Meaux. Ensemble, ils ont pour descendance connue: 
- Guillaume (v. 1090-v. 1150), déshérité[2] pour des problèmes mentaux. Il épouse cependant l'héritière de la seigneurie de Sully et a des descendants[2] ;
- Thibaud IV le Grand (v. 1090 ou 1095-1152), comte de Blois, de Châteaudun, de Chartres et de Champagne ;
- Eudes, mort jeune[2] ;
- Mathilde (v. 1095-1120), mariée en 1115 à Richard d'Avranches, 2e comte de Chester ;
- Étienne (v. 1092[10] ou 1096-1154), comte de Mortain, puis roi d'Angleterre en 1135 ;
- Henri (v. 1096[11] ou 1100-1171), abbé de Glastonbury puis évêque de Winchester.

Enfants possibles dont la filiation n'est pas prouvée :
- Agnès[Note 2], épouse d'Hugues III, seigneur du Puiset ;
- Lithuaise ou Adélaïde, mariée en 1112 (et séparée en 1113) à Milon de Bray, seigneur de Montlhéry ;
- Éléonore, mariée en 1120 à Raoul de Vermandois et répudiée en 1142 ;
- Alix épouse de Renard III, comte de Joigny.